# Okręg wyborczy Cardiff West
Okręg wyborczy Cardiff West powstał w 1950 r. i wysyła do brytyjskiej Izby Gmin jednego deputowanego. Okręg obejmuje zachodnią część miasta Cardiff.

## Deputowani do brytyjskiej Izby Gmin z okręgu Cardiff West
- 1950–1983: George Thomas, Partia Pracy
- 1983–1987: Stefan Terlezki, Partia Konserwatywna
- 1987–2001: Rhodri Morgan, Partia Pracy
- 2001– : Kevin Brennan, Partia Pracy